# Leon Kuraś
Leon Kuraś (zm. 1943) – postać fikcyjna, jeden z głównych bohaterów polskiego serialu telewizyjnego pt. Polskie drogi z 1976 w reżyserii Janusza Morgensterna. W rolę Leona Kurasia wcielił się Kazimierz Kaczor.

## Życiorys
Leon Kuraś pochodzi z Pomorza, jest żonaty z Urszulą. W chwili rozpoczęcia akcji serialu, tj. tuż po wybuchu II wojny światowej, w stopniu kaprala Wojska Polskiego i bierze udział w kampanii wrześniowej. Jest połowa września 1939. Jego przełożony to podchorąży rezerwy Władysław Niwiński, dowódca w plutonie kawalerii. Otrzymuje on rozkaz wykonania misji specjalnej - konwojowania dyrektora Gozdalskiego z jego ładunkiem do Krzemieńca. Podczas nalotu Luftwaffe we dworze ginie kapitan Tadeusz Miszczyk (przewoził ważne dokumenty – kasetę pancerną z aktami zawierającymi dane personalne ważnych polskich urzędników i mundurowych). Wojskowy zostaje pochowany przy dworze wraz z innymi ofiarami, a kaseta z dokumentami jest ukryta w starej studni. Kuraś jest głównym współpracownikiem Niwińskiego w kolejnych działaniach września 1939 i dalszych wojennych losach.
Po dwóch tygodniach tułaczki dociera z Niwińskim do wsi Owczary przy granicy ze Słowacją i Węgrami. Zatrzymują się u miejscowego księdza. Niwiński planuje wtedy przedostać się do Francji, a Kuraś chce zostać w Polsce. Tuż przed wyruszeniem podchorążego okazuje się, że do wsi wjeżdżają Niemcy. Mimo szybkiego przebrania się w kościele, obaj zostają zdemaskowani i aresztowani (Leon symulował spowiednika, a Władysław penitenta). Następnie Kuraś porozumiewa się w języku niemieckim z konwojentami. Okazuje się, że jeden z nich, feldfebel, na stałe mieszka w Schneidemühl, a Kuraś pochodzi z niedalekiego Świerkowa. Leon przekupuje go banknotami (wcześniej przewożonymi przez konwojowanego dyrektora Gozdalskiego), które zachował przed spaleniem. Dzięki temu uwalnia siebie, Niwińskiego i majora Linowskiego. Później, w czasie postoju na dworcu spontanicznie próbuje wspomóc aresztowanych żołnierzy przebywającym w wagonach, lecz siłą zostaje zabrany przez Niemców razem z jeńcami.
W odcinku 3 postać Kurasia nie pojawia się. W dalszym czasie wraz z żołnierzami przebywa w stalagu jenieckim. Tam zostaje rozpoznany przez Bugajczyka, byłego kierowcę kapitana Tadeusza Miszczyka. Ponadto poznaje pochodzącego ze Lwowa Adaśka Horoszewskiego, a po tym jak umiera jego przyjaciel, Miećko Susłyk, Kuraś obmyśla plan przejęcia jego tożsamości, co w razie ucieczki z obozu zniweczy poszukiwania jego osoby przez Niemców. Trójka pracuje w młynie i planuje ucieczkę poprzez ubojnię (co finalnie udaje się Kurasiowi i Horoszewskiemu, zaś w stalagu pozostaje Bugajczyk). Tymczasem szef Abwehry, major Heynckess, poszukując Miszczyka, wysyła do stalagu konfidenta Henryka Gorączkę, który ma dotrzeć do Bugajczyka (nawiązuje z nim kontakt). Następnie jeńcy są wywożeni ciężarówkami do pracy, zaś Gorączko w obawie rozstrzelania dekonspiruje się i jego misja się kończy. Po ucieczce z obozu Kuraś powraca do żony, gdzie w Dirschau przyjeżdża do niego Niwiński. Leon pracuje jako szklarz i zatrudnia Władysława u siebie (przybywający do niego Niwiński zastaje szyld z napisem: Pferdetransport. Inhaber L. Kurasch; tłum: Transport konny. Właściciel L. Kurasch). Odbywa się wesele siostry Leona, w trakcie którego władze niemieckie powiadamiają o ich przymusowym przesiedleniu do Generalnego Gubernatorstwa. Wagon z przesiedleńcami dociera do granicy GG i jego pasażerowie dowiadują się o ataku Niemiec na Norwegię (10 kwietnia 1940). Następnie zatrzymują się u brata Urszuli Kurasiowej, Bolesława Olczaka w Legionowie i docierają do Warszawy.
Rok po rozpoczęciu wojny, jesienią 1940 Kuraś wraz z Niwińskim prowadzą handel i szmugiel. Pierwszy z nich oficjalnie wchodzi w spółkę z Franciszkiem Bolkowskim i prowadzi z nim zakład pogrzebowy. W tej działalności przewozi mięso samochodem-karawanem, a umożliwiają mu to wystawione fałszywe akty zgonu. Poza tym handluje też dolarami i złotem z oficerem niemieckim Grolnitzem. Następnie w łapance zostaje aresztowany Niwiński, a Niemcy zwalniają go po tym, jak Kuraś poprzez Grolnitza przekazuje łapówkę celem wykupienia wolności przyjaciela. W tym celu Leon przeznacza cały swój majątek i przez to traci udział w spółce pogrzebowej z Bolkowskim (nieświadomy tego Władysław przypisuje odzyskanie wolności swoim ówczesnym „mocnym papierom”).
Na przełomie 1940/1941 Kuraś rozpoczyna prowadzenie nowego interesu - pralni chemicznej. Latem 1941 jego pomocnikiem zostaje ponownie Niwiński (z tego faktu niezadowolona jest żona Leona, Urszula). Przypadkiem z usług pralni korzysta Maryla Miszczykowa, wdowa po poległym we wrześniu 1939 kapitanie. 14 czerwca 1941 mija ósma rocznica urodzin Bożenki, zmarłego dziecka Kurasiów. W tym czasie w ciążę zachodzi Urszula Kuraś. Do Warszawy przybywa Bugajczyk, a Kuraś przyjmuje go do pracy w swojej pralni. Aresztowany zostaje przyjaciel Kurasia, Adaśko Horoszewski (pracownik cukierni konfidenta Henryka Gorączki, na zlecenie Abwehry usiłującego odszukać Tadeusza Miszczyka) i następnie ginie z rozkazu Kliefhorna. Niwiński z Bugajczykiem i Kurasiem osobiście udają się do Gorączki, jednak ten ucieka, po czym osaczony popełnia samobójstwo. Jesienią 1941 żona Kurasia, Urszula, jest w ciąży. Podczas naprawy rezerwuaru w toalecie mieszkania Kurasiów dozorca Dziuba odkrywa ukryty pistolet, zaś wystraszona tym faktem Urszula przeżywa poronienie i traci dziecko (w międzyczasie w złości każe mężowi zwolnić z pracy Władka i Bugajczyka, gdyż obwinia ich o pojawiające się kłopoty). Żyd Sommer przyprowadza rodzinie Szczubełków swoją wnuczkę Noemi, której życie chce uratować. Przebywający tam wówczas Leon decyduje się przyjąć dziewczynkę. Nadaje jej tożsamość „Bożenka Urszula Kuraś”, należącą do jego zmarłej córki, a tym samym przyznaje małej Żydówce prawdziwą metrykę chrztu z parafii św. Piotra i Pawła w przedwojennym Tczewie. Małżonka Kurasia, dowiadując się o tym, wyprowadza się od męża. Dodatkowo z pralni odchodzi i wyjeżdża Władysław, którego Urszula nie toleruje. Czas do 24 grudnia 1941 Leon spędza z Bożenką, a w trakcie Wigilii Bożego Narodzenia do domu wraca żona Urszula.
Na wiosnę 1942 Władysław ponownie pracuje w pralni Kurasia, który jest szantażowany w sprawie Bożenki przez mieszkańca Tczewa i płaci mu kwoty haraczu. Jesienią 1942 Kuraś przyjeżdża z Bugajczykiem na Zamojszczyznę, gdzie trwają akcje wysiedleńcze i pacyfikacyjne. Prowadzi tam interesy handlowe m.in. z Niemcem Thomanckiem, sprzedając mu mięso i przekazując w rozliczeniu karbid. Odwiedza też ochronkę sióstr Szarytek, gdzie wcześniej ze względów bezpieczeństwa umieścił córkę Bożenkę. Okazuje się, że po posiedzeniu niemieckiej komisji, dziecko zostało wywiezione, prawdopodobnie do Niemiec. Kuraś desperacko zaczyna szukać dziewczynki (pozostają po niej jej rzeczy, w tym skrzypce, na których grała). We wsi Nalepy po długiej przerwie spotyka Władysława, działającego w oddziale Gwardii Ludowej. Następnie ostrzega Władka i oddział GL, że Niemcy planują wysiedlenie wsi Nalepy, zaś Władek prosi go o przysługę w postaci wywiezienia stamtąd jego chorej partnerki, Marty. W styczniu 1943 Kuraś nie ustaje w poszukiwaniach Bożenki, a nerwowa atmosfera udziela się w sprzeczce z żoną. Po sprawdzeniu dworca Warszawa Wschodnia, wybiera się z Bugajczykiem do Garwolina. Tam istotnie stoi zatrzymany pociąg z przetrzymywanymi dziećmi, jednak po przekupieniu strażnika Kuraś nie odnajduje córki w wagonie. W akcie ratowania uwięzionych w nim całej grupy dzieci, daje drugą łapówkę, dzięki czemu okoliczni mieszkańcy mogą je zabrać.
Na początku 1943 Kuraś nadal nie ustaje w poszukiwaniu Bożenki i jest coraz bardziej załamany. Spotyka się z Niemcami, którym wręcza szereg łapówek, lecz nie przynosi to efektu. W rozmowie z Władysławem dochodzi do sprzeczki, podczas której wreszcie wyjawia mu, że to on wykupił go z Pawiaka w 1940. Kuraś szuka informacji w kasynie rozmawiając z Scharführerem Emilem Michankiem, który tuż po tym zostaje zamordowany, a Kuraś, jako osoba widziana z nim ostatnio, jest aresztowany pod zarzutem zabójstwa. Śledczy wiedzą, że szuka informacji o córce i proponują mu pomoc w jej znalezieniu w zamian za udzielenie danych o Niwińskim. Leon jest nieugięty i za to spotykają go ciężkie tortury. W tym czasie gestapo nachodzi żonę Kurasia i zostawia jej zakrwawioną podczas przesłuchania koszulę Leona, próbując pod presją uzyskać od niej dane o Niwińskim. Urszula nie zdradza miejsca zamieszkania Niwińskiego, a nazajutrz na obwieszczeniu ulicznym widzi nazwisko męża, jako przewidzianego do ułaskawienia (prócz niego także Piotr „Lopez” Widymski, szewc Stanisław Drabik i mecenas Stefan Kozakiewicz). Mimo tego grupa więźniów z Leonem Kurasiem zostaje rozstrzelana przez Niemców w opuszczonej hali. Na drugi dzień grupa z GL (przed ostatecznym wyjazdem z Warszawy) pod osłoną nocy zamierza dokonać ekshumacji ofiar egzekucji i sprawić im godny pochówek. Początkowo nieprzewidziany do akcji Niwiński zgłasza się do niej. Tymczasem inicjatorów zdradza producent zamówionych trumien, który informuje Niemców o planowanym pomyśle Polaków, co umożliwia zasadzkę. Na cmentarzu dochodzi do strzelaniny, w wyniku której giną jej uczestnicy, a wśród nich Johann Heimann ze strony niemieckiej i Władysław Niwiński z polskiej.
W plebiscycie tygodnika „Antena” ogłoszonym w połowie 1984 z okazji 20-lecia polskiego filmu telewizyjnego postać Leona Kurasia zajęła pierwsze miejsce w głosowaniu na najpopularniejszego bohatera filmu telewizyjnego.